# 생캉탱팔라비에 공격
생캉탱팔라비에 공격은 현지 시간 2015년 6월 26일 오전 10시경에 프랑스 남동부 이제르주 생캉탱팔라비에(리옹 근교)의 가스 공장에서 발생한 습격 사건이다. 차에 타고 있던 몇 명에 의해 가스 공장을 습격하여 폭발한 사건으로, 구속된 한 남자는 범행 당시 급진 이슬람의 깃발을 가지고 있고, 프랑스 정부는 이를 테러 사건이라고 단정지었다. 이 폭발로, 2명이 부상당하고 머리가 절단된 남성의 시신이 발견되었다. 이 시체는 공장 문 근처에 놓여있었으며, 시신 근처에는 아랍어 메시지가 있었다. 현장은 프랑스 남동부 리옹에서 약 30km에 있는 공장 지대에 있는 에어 프로덕츠라는 미국에 본사가 있는 산업용 가스 제조 공장이었다. 인근 시설의 직원에 따르면 현지 시간 10시쯤 폭발음이 들리고 그 충격에 의해 창문이 흔들렸다고 말했다.

## 같이 보기
- 2016년 생테티엔뒤루브레 성당 테러